# Lasconotus krausi
Lasconotus krausi là một loài bọ cánh cứng trong họ Zopheridae. Loài này được Yu miêu tả khoa học năm 1965.